# اختبار التتمة

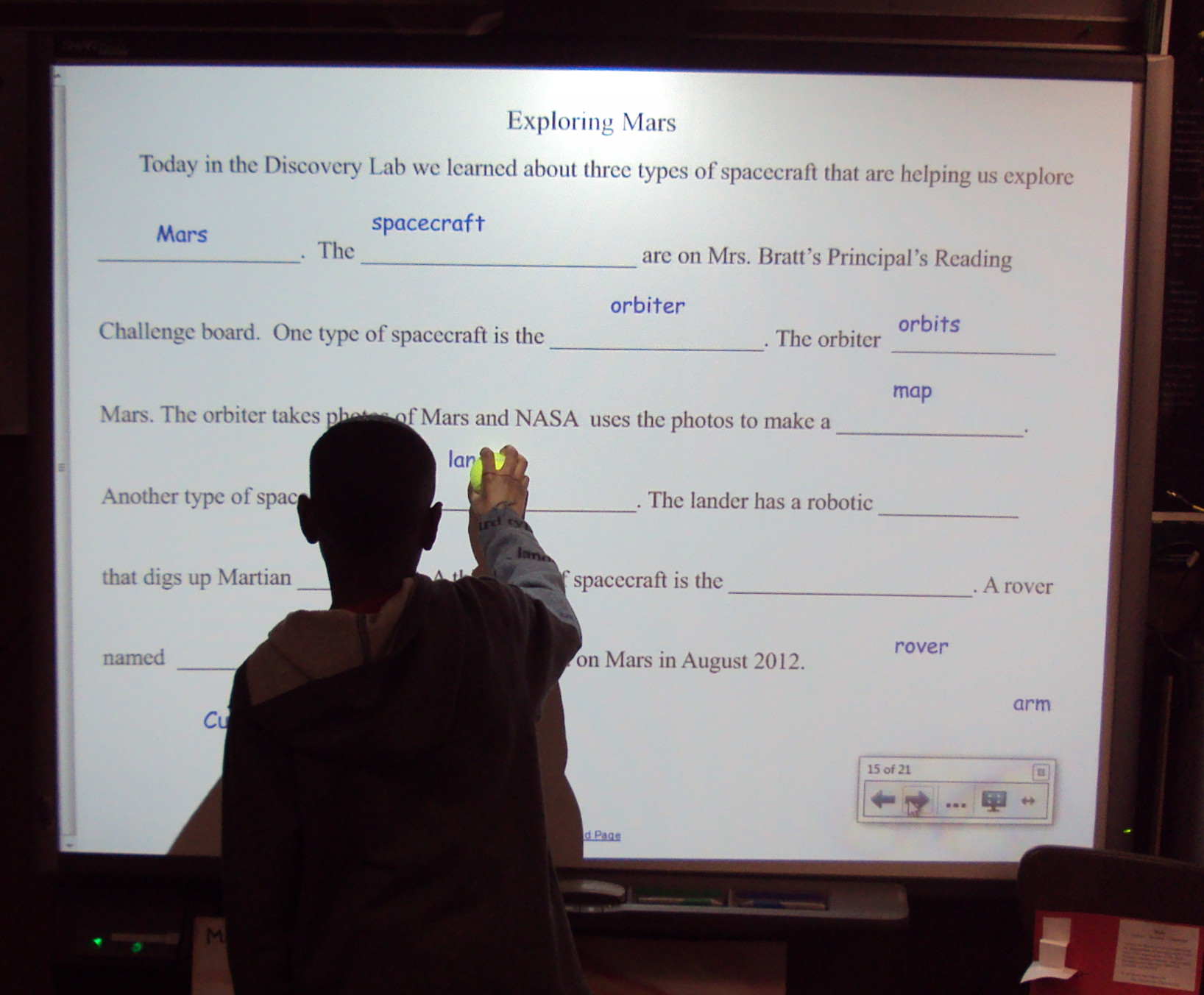
طالب يسحب المصطلحات على لوحة ذكية لملء النص المخفي

اختبار التتمة أو اختبار الحذف هو نوع من الاختبارات اللغوية، يعد للنصوص المقروءة أو المسموعة، تحذف فيه بعض الكلمات بنظام محدد (سابع كلمة مثلا) ثم يقدم للمُمْتَحَنِين وعليهم ملء الفراغات بالكلمات المحذوفة، أو ما في معناها بما يجعل النص مفهوما.
تتطلب اختبارات التتمة القدرة على فهم السياق والمفردات من أجل تحديد اللغة الصحيحة أو جزء الكلام الذي ينتمي إلى المقاطع المحذوفة. يُجرى هذا التمرين بشكل شائع لتقييم تعلم وتعليم اللغة الأم واللغة الثانية.
كلمة cloze مشتقة من الإغلاق في نظرية الغشتالية. وُصف التمرين لأول مرة من قبل دبليو إل تايلور في عام 1953.
يمكن أيضًا تطبيق اختبار التتمة على منظم الرسوم البيانية، حيث يُقدم رسم تخطيطي أو خريطة أو شبكة أو صورة ويجب استخدام أدلة سياقية لملء بعض الرقع اللاصقة. على وجه الخصوص، عند تَعَلُّم موضوع بصورة مُثقلة بالمعلومات، مثل علم التشريح، قد يستخدم مستخدم تطبيق أنكي تتمة الصورة لسد أجزاء من الصورة.